# Angermünde
Angermünde – miasto w północno-wschodnich Niemczech, w kraju związkowym Brandenburgia, w powiecie Uckermark. Według stanu na 31 grudnia 2013 r. liczba mieszkańców wynosiła 13 597. Zajmując powierzchnię 326,44 km² miasto znajduje się na dziewiątym miejscu wśród stu największych powierzchniowo miast Niemiec. Znajdująca się tu stacja kolejowa na linii Berlin – Szczecin pełni rolę punktu przesiadkowego dla linii do Szczecina, Stralsundu i Schwedt/Oder. Miasto należy do Stowarzyszenia Miast Brandenburgii posiadających zabudowę historyczną.

## Położenie
Miasto Angermünde leży około 80 km na północny wschód od Berlina na Pojezierzu Uckermark, na równinie polodowcowej, pomiędzy obszarami leśnymi Schorfheide a Odrą. Miasto jest siedzibą administracji Rezerwatu biosfery Schorfheide-Chorin, którego obszar zajmuje również południową i zachodnią część miasta. Na południu Angermünde graniczy z powiatem Barnim, a na wschodzie z Polską.
Jeziora w mieście: Grumsinsee, Heiliger See, Kalkbude, Mudrowsee, Mündesee, Parsteiner See (Nordbecken), Peetzigsee, Plunz, Wolletzsee, Bauernsee

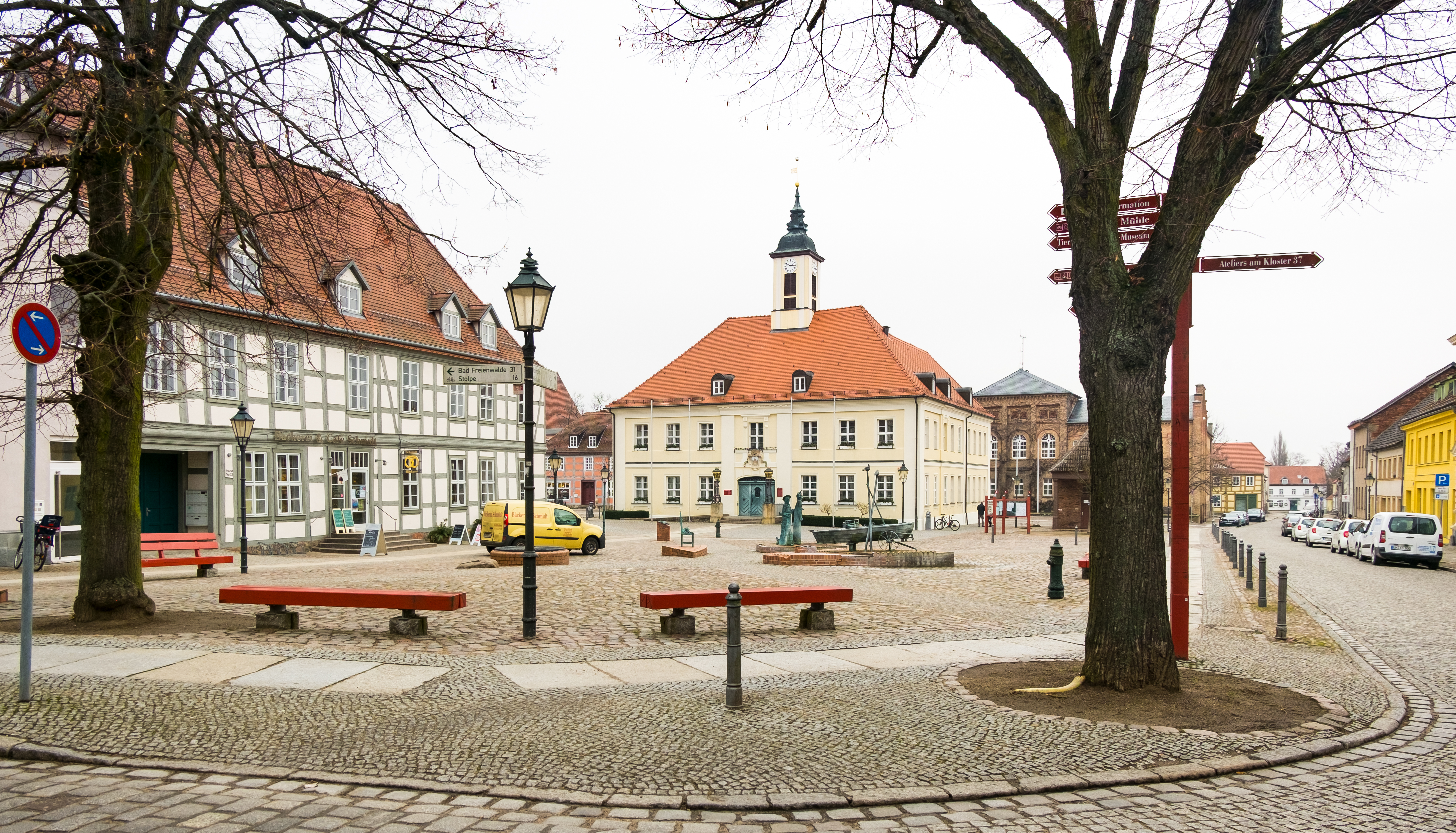
Rynek i ratusz
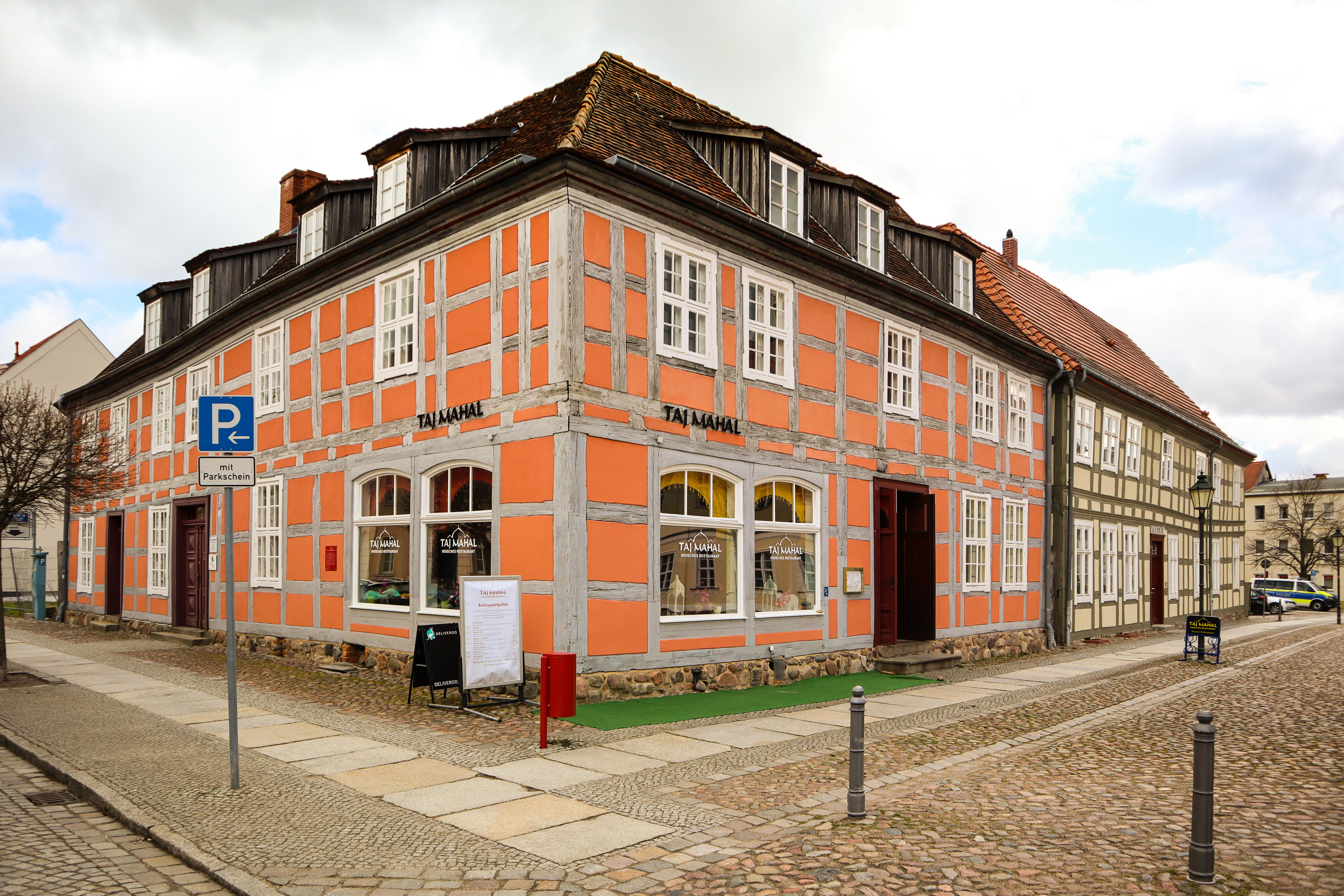
Drewniany dom
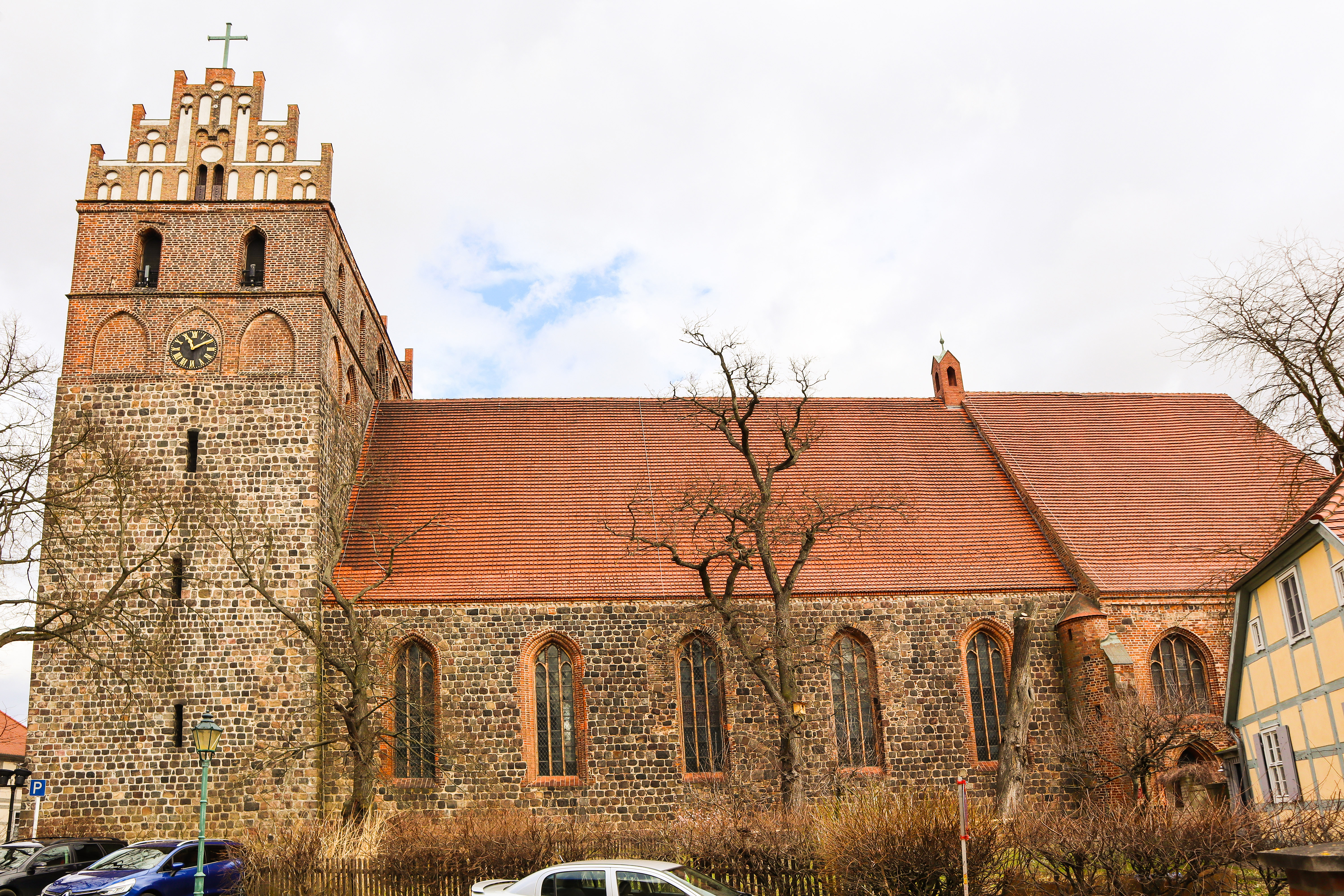
Kościół św. Marii
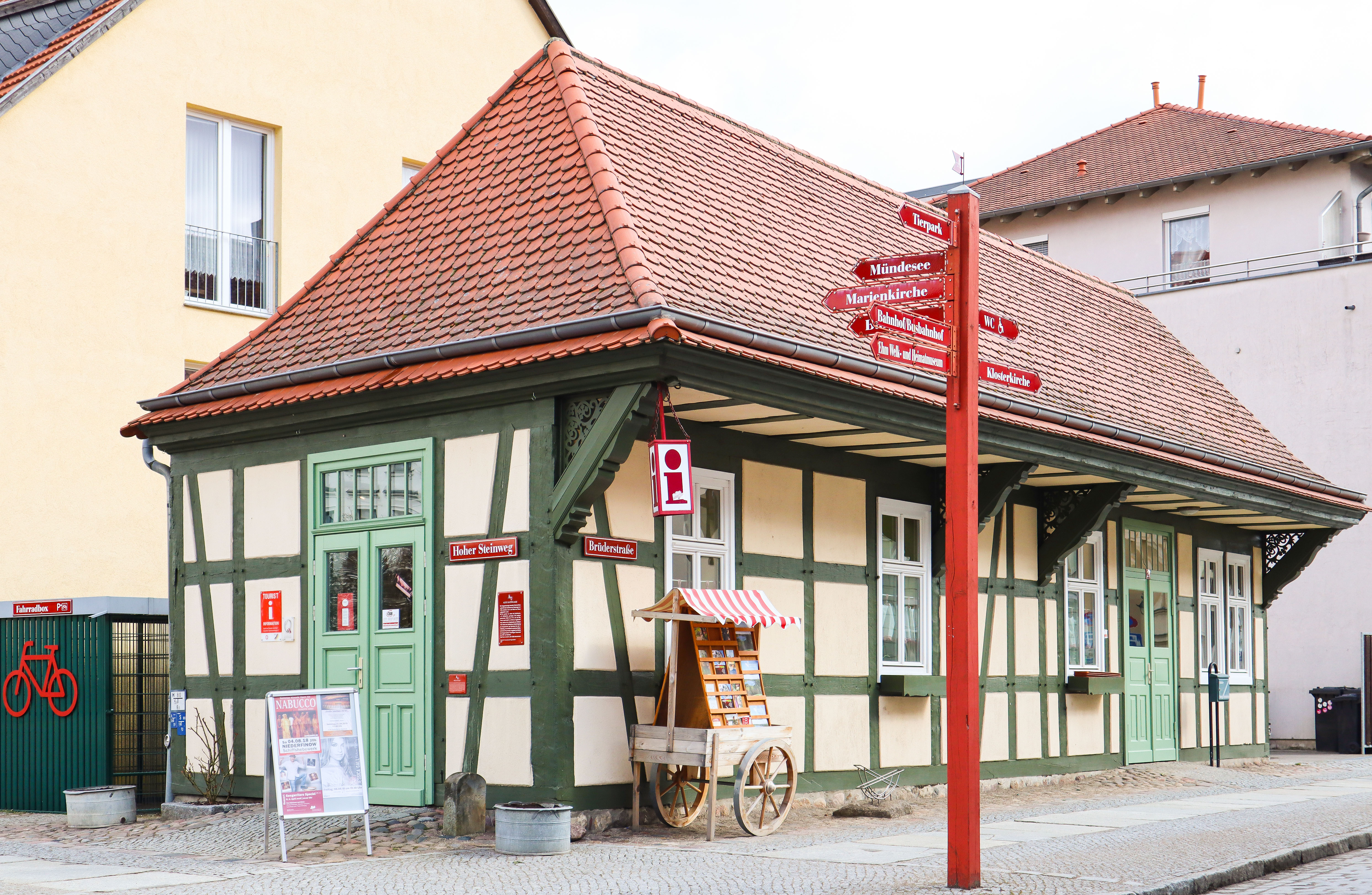
Drogowskazy informacji miejskiej
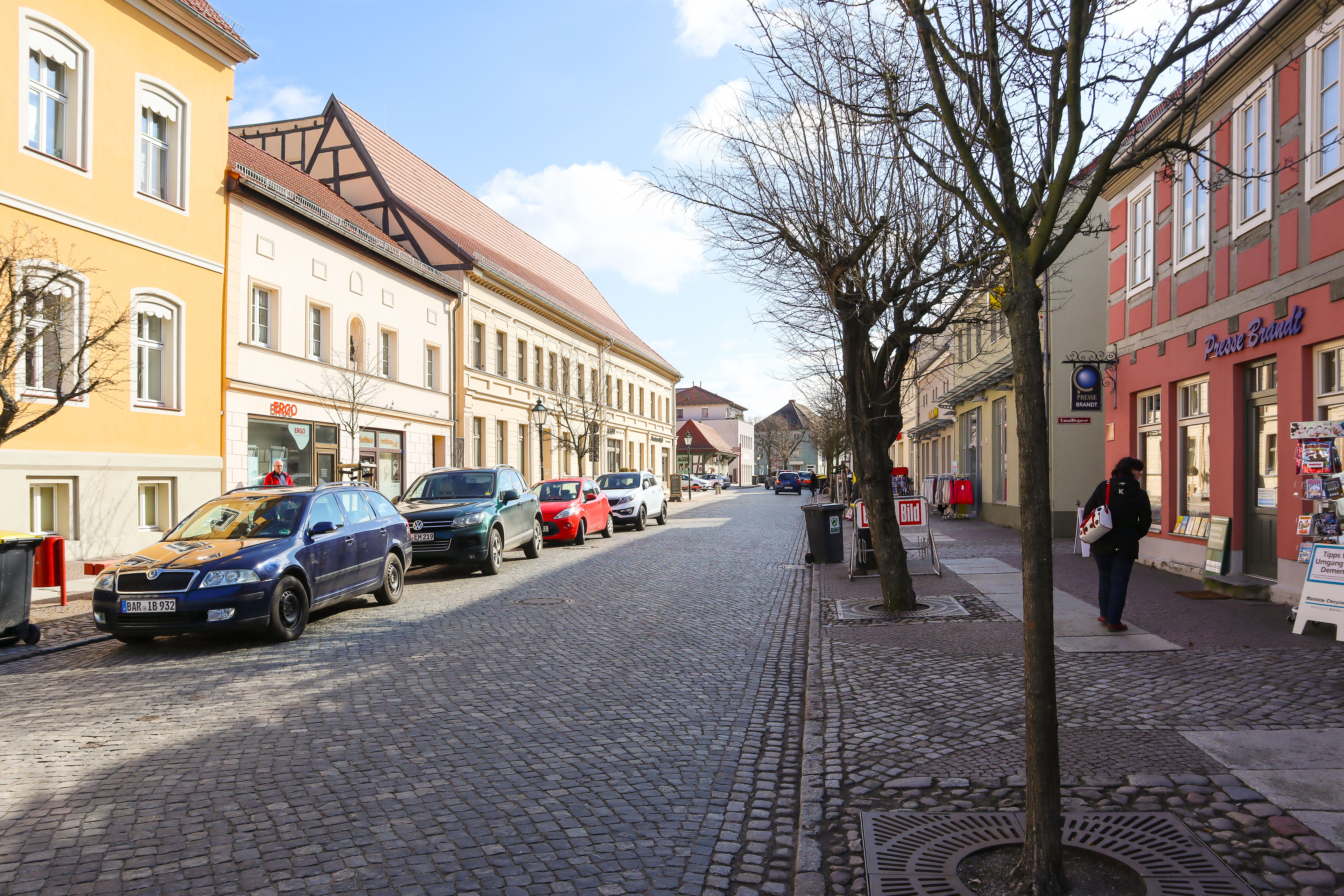
Rosenstrasse w centrum
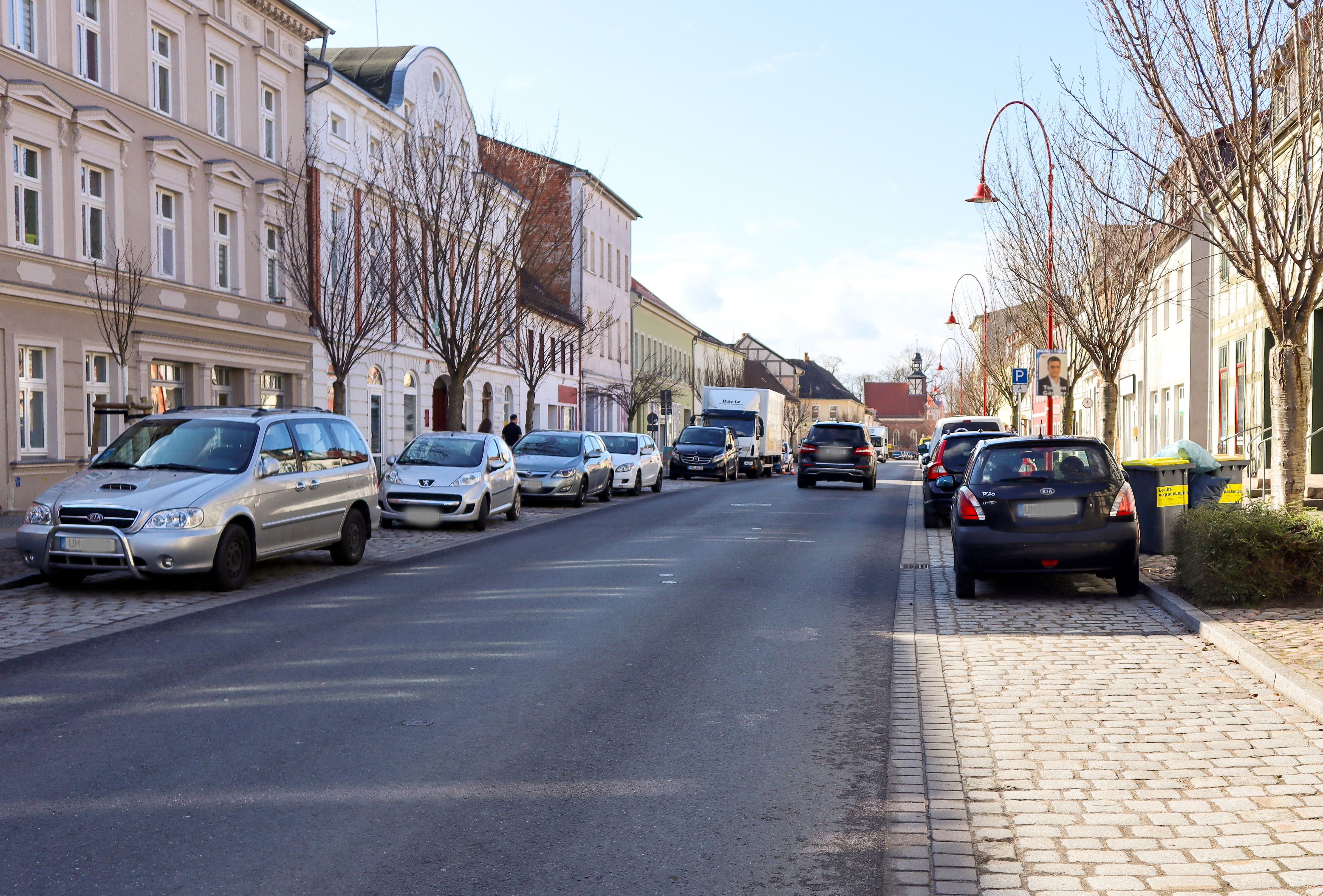
Główna droga
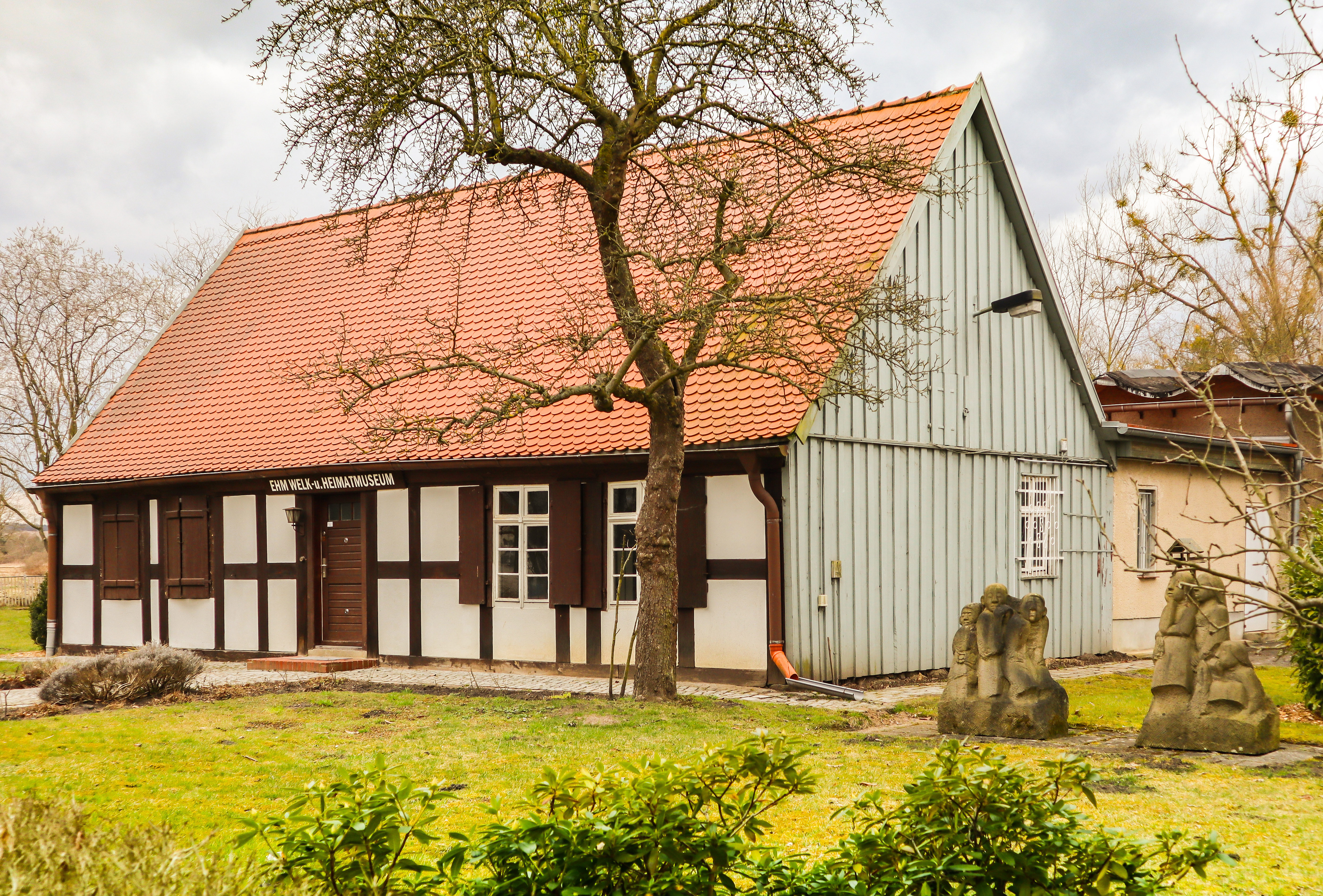
Muzeum Miejskie im. Ehma Welka

## Historia

### Średniowiecze
W średniowieczu okolice Angermünde porastały słabo zaludnione puszcze. Gród w miejscu obecnego miasta, na przecięciu starych szlaków handlowych powstał około 1180 roku. 
Od 1210 do 1230 jest wymieniane jako osada na skrzyżowaniu szlaków handlowych, w której znajdował się zamek. Wtedy też (1210) zostało odnotowane rozpoczęcie budowy pierwszego kamiennego kościoła – pod wezwaniem Najświętszej Marii Panny. W roku 1233 założono miasto. Jeszcze w pierwszej połowie XIII w. (lata 1245–1250) w mieście wzniesiono kolejny, tym razem murowany, kościół franciszkanów pw. Piotra i Pawła. W toku walk o Brandenburgię w latach 1320–1323 po wymarciu przedstawicieli dynastii askańskiej, miasto przejściowo znalazło się pod władzą meklemburską (zgodnie z postanowieniami rozejmu z 20 lipca 1323). W 1354 książę szczeciński Barnim III Wielki pozyskał Angermünde wraz z całą wschodnią częścią Ziemi Wkrzańskiej w zamian za zamki Marchii Wkrzańskiej zajęte w toku działań wojennych pięć lat wcześniej. W drugiej połowie XIV w. rzemieślnicy i ubożsi mieszkańcy miasta wspierali ruch waldensów (stąd określano je wówczas Ketzer-Angermünde). W nocy z 27 na 28 marca 1420 pod miastem doszło do bitwy sił polsko-pomorskich z brandenburskimi, która rozstrzygnęła kwestię przynależności Marchii Wkrzańskiej do Brandenburgii. Dwanaście lat później, w 1432, dotarł tutaj jeden z najazdów husyckich.

### Nowożytność
Od 1687 r. w mieście osiedlali się francuscy hugenoci, a kaplica Ducha Świętego służyła jako kościół francuski.
W 1817 r. rozpoczął się rozwój współczesnego miasta; Angermünde zostało miastem powiatowym. Od 1842 r. przez miasto przebiegała linia kolejowa Berlin – Szczecin.

### XX wiek
W czasie nocy kryształowej w 1938, synagoga przy Klosterstraße oraz kirkut przy Puschkinallee zostały zniszczone. W czasie II wojny światowej Niemcy utworzyli w mieście pięć podobozów pracy przymusowej obozu jenieckiego Stalag III C. W lutym 1944 małżeństwo Bruhn oraz dwie inne osoby zostały skierowane do KL Neuengamme. 22 lutego 1945 trzech żołnierzy Wehrmachtu dezerterowało, za co zostają rozstrzelani. 27 kwietnia 1945 miejscowy piekarz Miers i jubiler Nölte przy drodze do Schwedt/Oder podpisali przy Armii Czerwonej w imieniu miasta kapitulację, co zakończyło krótkie walki o utrzymanie miasta w rękach hitlerowców.
W 1993 Angermünde przestało być miastem powiatowym.

## Podział administracyjny
- 1974 r. – przyłączenie Dobberzin;
- 2000 r. – przyłączenie Altkünkendorf;
- 2003 r. – miasto stało się związkiem 26 gmin z wyłączeniem Polßen.

Dnia 1 stycznia 2003 roku do Angermünde przyłączono 26 okolicznych gmin, wyjątek stanowi dawne miasto Greiffenberg, które nie utraciło swoich praw miejskich i obecnie jest „miastem w mieście”.
Obecnie w skład gminy Angermünde wchodzą następujące części gminy:
| | |                                                                                    |
| - Altkünkendorf - Biesenbrow - Bruchhagen - Bölkendorf - Crussow - Dobberzin - Frauenhagen - Gellmersdorf | - Greiffenberg - Günterberg - Görlsdorf - Herzsprung - Kerkow - Mürow - Neukünkendorf - Schmargendorf | - Schmiedeberg - Steinhöfel - Stolpe - Welsow - Wilmersdorf - Wolletz - Zuchenberg |

## Zabytki i obiekty historyczne
W czasie działań wojennych II wojny światowej stare miasto w Angermünde nie uległo zniszczeniu. Do dziś na starówce stoją średniowieczne domy kupieckie zbudowane z muru pruskiego na przełomie XVIII i XIX wieku. Od 1995 starówka jest zaliczana do zabytków i trwa jej stała renowacja. Do istotnych budowli w Angermünde należą:       
- Kościół św. Marii z XIII wieku, przebudowany w XV w.;
- Ratusz;
- Dawny klasztor franciszkański z kościołem;
- Mury miejskie z Bramą Prochową;
- Ruiny zamku, który zbudowano w XIII wieku;
- Kaplica pw. Ducha Świętego z XV wieku;
- Kościół ewangelicki z 1854 r.;
- waga miejska
- Zespoły pałacowe w kilku lokalizacjach;
- Centrum przyrody „Blumberger Mühle”;
- Rzeźby na Marktbrunnen, plenerowa wystawa rzeźb sztuki współczesnej.

### Pomniki
- Ofiar faszyzmu, w Parku Pokoju – odsłonięty w 1950 r. w miejscu pierwszych mogił trzech rozstrzelanych żołnierzy, którzy zdezerterowali z Wehrmachtu;
- Pomnik upamiętniający zniszczony cmentarz żydowski, założony w 1809 roku dla Żydów z Greiffenberg, monument odsłonięto w 1964 r.

## Kultura i sztuka
Najstarsza część miasta przetrwała II Wojnę światową, dzięki czemu Angermünde należy do Związku Miast Zabytkowych. W latach 1990–2007 przeprowadzono gruntowną konserwację starej zabudowy.
Największą wartość zabytkową posiada klasztor franciszkański i kościół pw. NMP. Budynki poklasztorne pełnią obecnie funkcje kulturalne, odbywają się tam wystawy i koncerty. Od 1991 roku miejscowy artysta rzeźbiarz Joachim Karbe co dwa lata organizuje zjazdy rzeźbiarzy z całej Europy. Jako materiał używany do realizacji ich dzieł używany jest granit z tutejszych złóż.
W mieście znajdują się dwa muzea:
- pisarza Ehm Welka
- etnograficzne

oraz ogród zoologiczny.

## Transport

### Drogi
Przez miasto prowadzą drogi:
- droga krajowa B2;
- droga krajowa B198.

W odległości 16 km od centrum wiedzie autostrada A11 (Berlin – Szczecin).

### Kolej
Angermünde jest jedną z najważniejszych stacji w północno-wschodniej części Brandenburgii. Tu linia z Berlina dzieli się na trasę do Stralsundu, do Schwedt/Oder i do Szczecina. Ponieważ trasa do Szczecina nie jest zelektryfikowana, tutejsza stacja jest miejscem przesiadki lub zmiany elektrowozu na spalinowóz. Do 1997 roku istniało jeszcze połączenie z Bad Freienwalde (Oder), ale zostało zawieszone. Z Angermünde jest dobre połączenie do Stralsundu, przez Berlin do Monachium, przez Drezno do Pragi, przez Essen, Bochum i Dortmund do Hanoweru, przez Erfurt, Frankfurt i Heidelberg do Karlsruhe, do Schwedt, Szczcina, Prenzlau i Eberswalde.

## Współpraca
Miejscowości partnerskie:
- Espelkamp, Nadrenia Północna-Westfalia
- Lügde, Nadrenia Północna-Westfalia
- Strzelce Krajeńskie, Polska
- Żurrieq, Malta